# Fannia processicauda
Fannia processicauda är en tvåvingeart som beskrevs av Wang, Xue och Cheng 1997. Fannia processicauda ingår i släktet Fannia och familjen takdansflugor. Inga underarter finns listade i Catalogue of Life.